# Portugália űrkutatása
Portugália rakétahordozó eszközei elsősorban katonai feladatok ellátását szolgálják. Az űrkutatásban való részvétel nemzetközi együttműködések keretében történik (fejlesztés, építés, fellövés).

## Története
2000. november 14-én 15. nemzetként írta alá a belépési szerződést, 2005 decemberében lettek az Európai Űrügynökség (ESA) teljes jogú tagjai.

### Űrkutatási Iroda
Az Űrkutatási Iroda (FCT) alapvető feladata, hogy feltárja a nemzeti űrkutatás előnyeit, elősegítve a nemzetei és az ESA kutatási programjainak összhangját.

### Koordinátor
1. átfogja a portugál egyetemek, intézmények és az ipar tudományos- és technológiai programjait. Nemzeti űrkutatási programot készítve ajánlásokat tesz a kutatások és fejlesztések irányába,
2. képviseli a nemzeti- és nemzetközi szervezetek törekvéseit, nemzeti hozzájárulást végez az ESA és szervezetei részére. Képviseli a nemzeti érdekeket, az űrpolitikai stratégiát.
3. nemzeti és nemzetközi szinten összehangolja, támogatja a két- és többoldalú technológia cseréket, szorosan együttműködve az Oktatási- és Tudományos Minisztériummal.
4. Elősegíti a hazai egyetemi, intézményi- és ipari szektor versenyképességét az ESA és a nemzetközi partnerekkel.

### Stratégia és űrpolitika
Európai űrpolitika (ESA, Európai Bizottság),
Nemzetközi együttműködés Európában és Európán kívül,

### Iparpolitika és űrtechnika
1. hazai ipari részvétel ESA -programokban, más nemzetközi szervezetek programjaiban (CERN, ESO, ESRF);
2. kapcsolat az ESA, az Európa Bizottság technológiai- és űrprogramjaiban,
3. támogatni, alkalmazni az egyetemi, intézményi és ipari fejlesztéseket,

### Nemzetközi programok
1. portugál részvétel az ESA és az Európai Bizottság Horizont 2020 Space Föld megfigyelő programban (GPPQ, GMES).
2. ESA Tudományos- és Kutatás programok.

### Nemzetközi feladatok
1. az ESA és a kormány tagjainak felelőssége az űrkutatás segítő tudományos és technológiai kérdésekben,
2. az ESA és az Európai Bizottság Bizottságaiban, munkacsoportjaiban történő képviselet (ESA Tanács, Ipari Politikai Bizottság, az igazgatási és pénzügyi bizottságban),
3. szoros kapcsolat a tudományos és ipari vállalatokkal, hogy elősegítse a nemzeti törekvéseket az űrpolitika területén,

## Műholdak
PoSAT–1 (Portugal Satellite) az első portugál teszt rádióamatőröket segítő mikróműhold.